# Maliki Air
Maliki Air is een bestuurslaag in het regentschap Sungai Penuh van de provincie Jambi, Indonesië. Maliki Air telt 450 inwoners (volkstelling 2010).